# Travelling

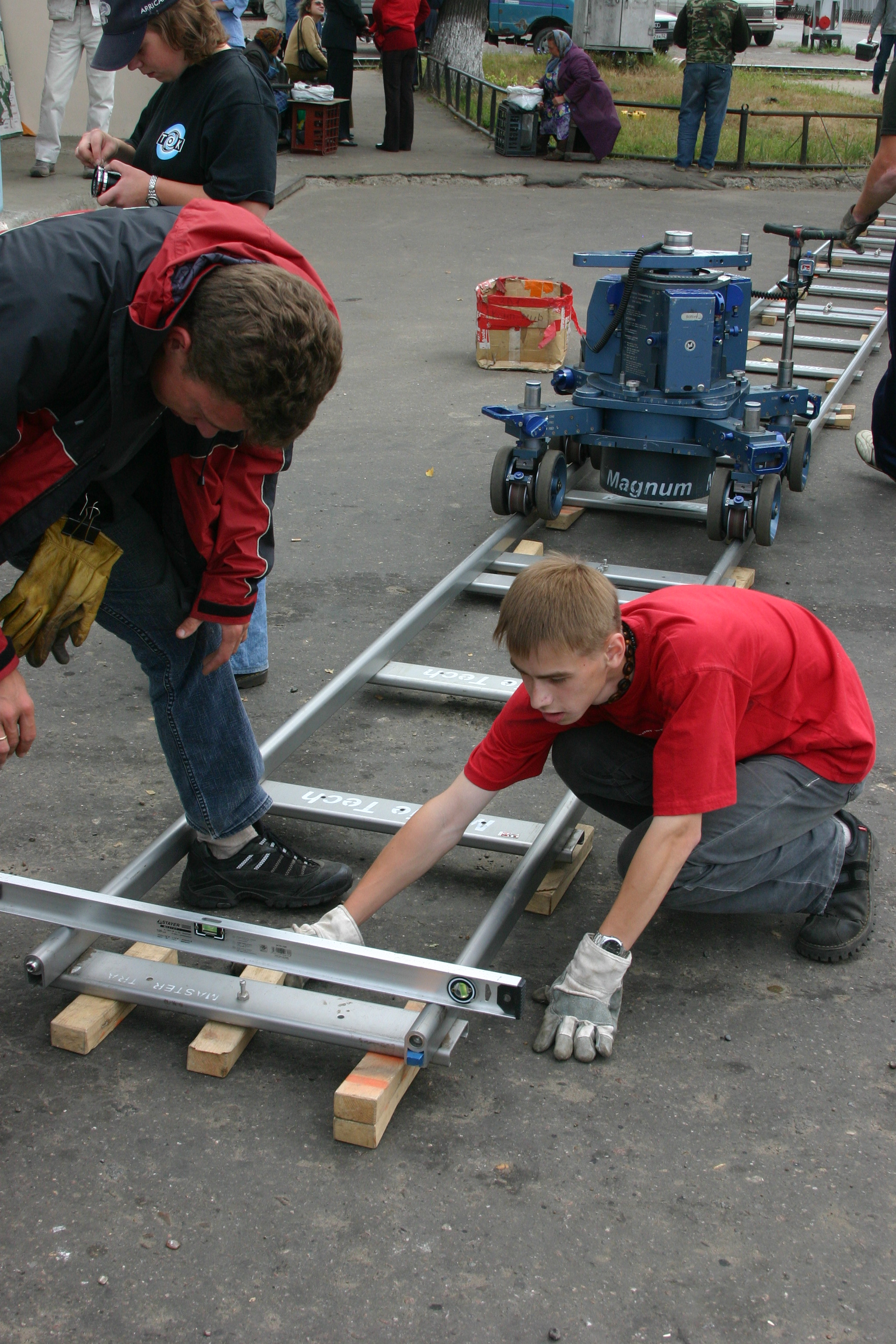
Machinistes préparant des rails de travelling.

Pour les articles homonymes, voir Traveling (homonymie).
Le travelling est un déplacement de la caméra au cours de la prise de vues cinématographique, pour suivre un sujet en mouvement, pour s'en rapprocher ou s'en éloigner, ou pour le contourner et le voir sous un nouvel angle.
Les opérateurs qui travaillent en extérieur tentent le déplacement de la caméra dès les débuts du cinéma. Le mot travelling s'emploie en français en critique cinématographique dans les années 1920. Le développement de l'industrie crée un matériel permettant des mouvements sans cahots ni à-coups. Le cinéma direct, profitant de nouvelles caméras légères, met le travelling en caméra portée à l'honneur. L'invention du steadycam confond les mouvements de caméra. Dès lors, on parle de travelling quand il se pratique avec un chariot spécial.

## Histoire
En 1896 Alexandre Promio, opérateur des frères Lumière filme Venise depuis une gondole qui navigue sur le Grand Canal. Louis Lumière décrit ce film comme une « vue panoramique Lumière ». Le succès de ce bobineau encourage de nombreux opérateurs à reproduire l'effet qu'obtient une caméra qui se déplace. Ils utilisent tout ce qui bouge et peut emporter un opérateur tournant la manivelle de sa caméra : bateau, automobile, train, ascenseurs, etc. Georges Méliès, dont le principe était de fixer la position de sa caméra dans son studio, préfère, dans Le Voyage dans la Lune, déplacer l'objet sur un chariot que ses machinistes rapprochent de la caméra.
Les films de fiction ne tardent pas à employer le procédé. En 1903, Alfred Collins, qui travaille pour la filiale londonienne de Gaumont, charge la caméra sur une automobile dans Mariage en auto (The Runaway Match) pour réaliser une scène de poursuite. En 1912, plusieurs films Le Cuirassé confédéré, réalisé par Kenean Buel, La Fille et sa promesse et La Bête sur la baie, réalisés par D. W. Griffith mettent en vedette la caméra en mouvement. Oscar Apfel réalise pour Thomas Edison Le Passant, dans lequel le déplacement de la caméra a une autre fonction. Le déplacement de la caméra sur un chariot pour s'approcher et s'éloigner du comédien indique le déplacement dans le temps du récit. La caméra « serre » le visage du comédien pour « entrer dans sa tête » et indiquer que la séquence suivante est un flash-back et « desserre » pour revenir au présent.
Deux ans plus tard l'Italien Giovanni Pastrone, dans son film Cabiria, déplace la caméra à plusieurs reprises et longuement devant un décor ou un groupe de comédiens. C'est le carrello (chariot), qui désigne encore aujourd'hui en Italie le travelling.
Le mot travelling n'apparaît qu'avec l'émergence d'une critique cinématographique, dans les années 1920. C'est un faux anglicisme français. Les équipes de tournage anglophones utilisent des termes plus précis : « tracking shot » quand le cadre suit un objet, que le support de la caméra se déplace ou non, « dolly shot (en) » quand la caméra est montée sur un chariot mobile ou encore trucking shot, booming et craning (grues), crabbing (Spyder ou similaire), etc.

## Description

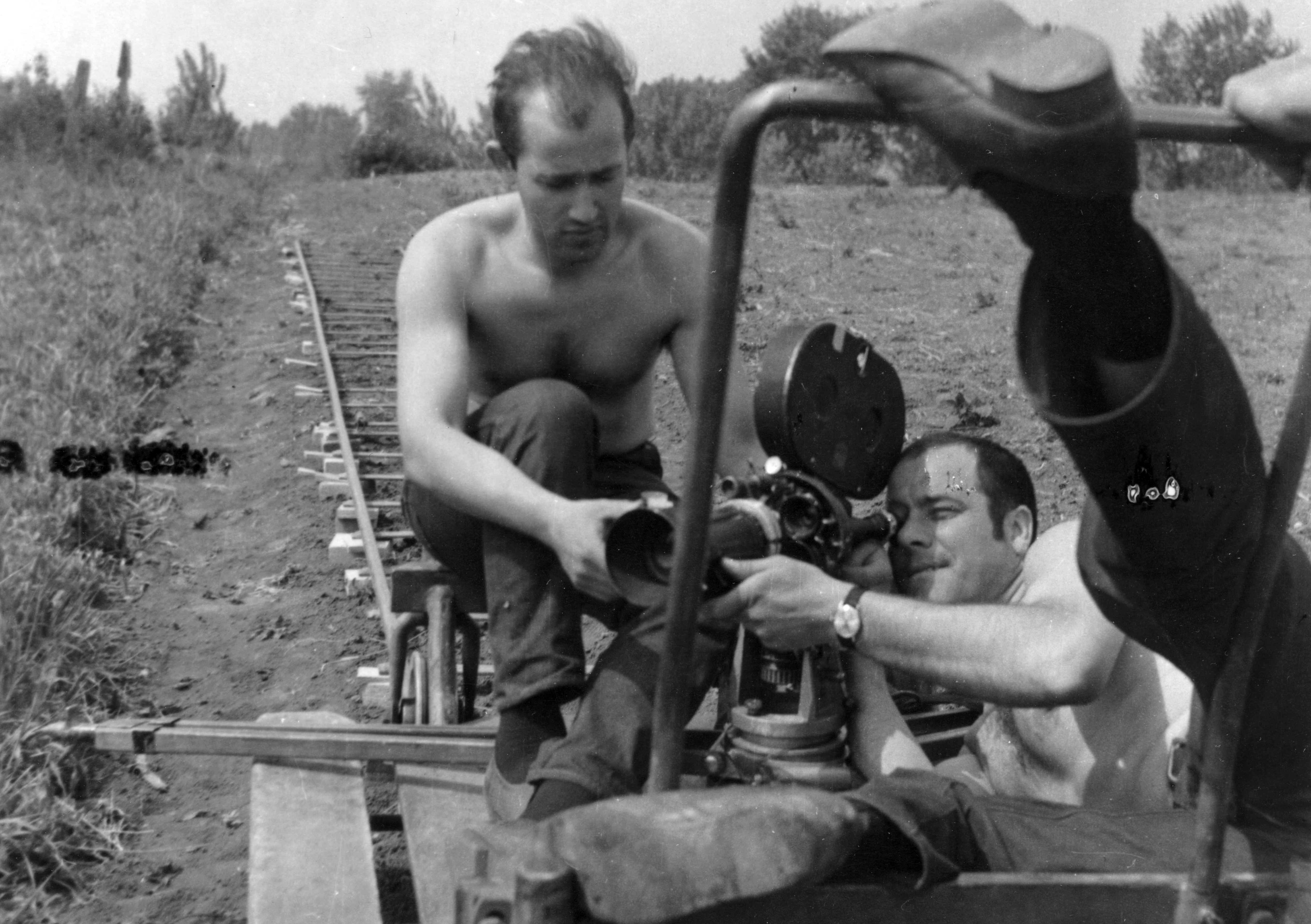
Position acrobatique d'un opérateur lors d'un travelling.

On ne parle de travelling que quand la caméra se déplace par rapport au sujet. Une prise de vues d'acteurs dans un train, une voiture ou tout autre objet mobile, par une caméra installée avec eux n'est pas considérée comme un travelling.
La trajectoire d'un travelling peut être frontale — travelling avant, arrière —, latérale (vers la droite ou vers la gauche) et rectiligne ou pas. La vitesse d'un travelling latéral connaît les mêmes règles, pour éviter l'effet stroboscopique, que celle d'un panoramique.
Les plans avec mouvement de caméra tendent à durer plus que les plans statiques. En général, le raccord est plus facile sur la partie fixe du plan ; le temps nécessaire au démarrage et à l'arrêt s'impose comme un mininum.

### Matériel

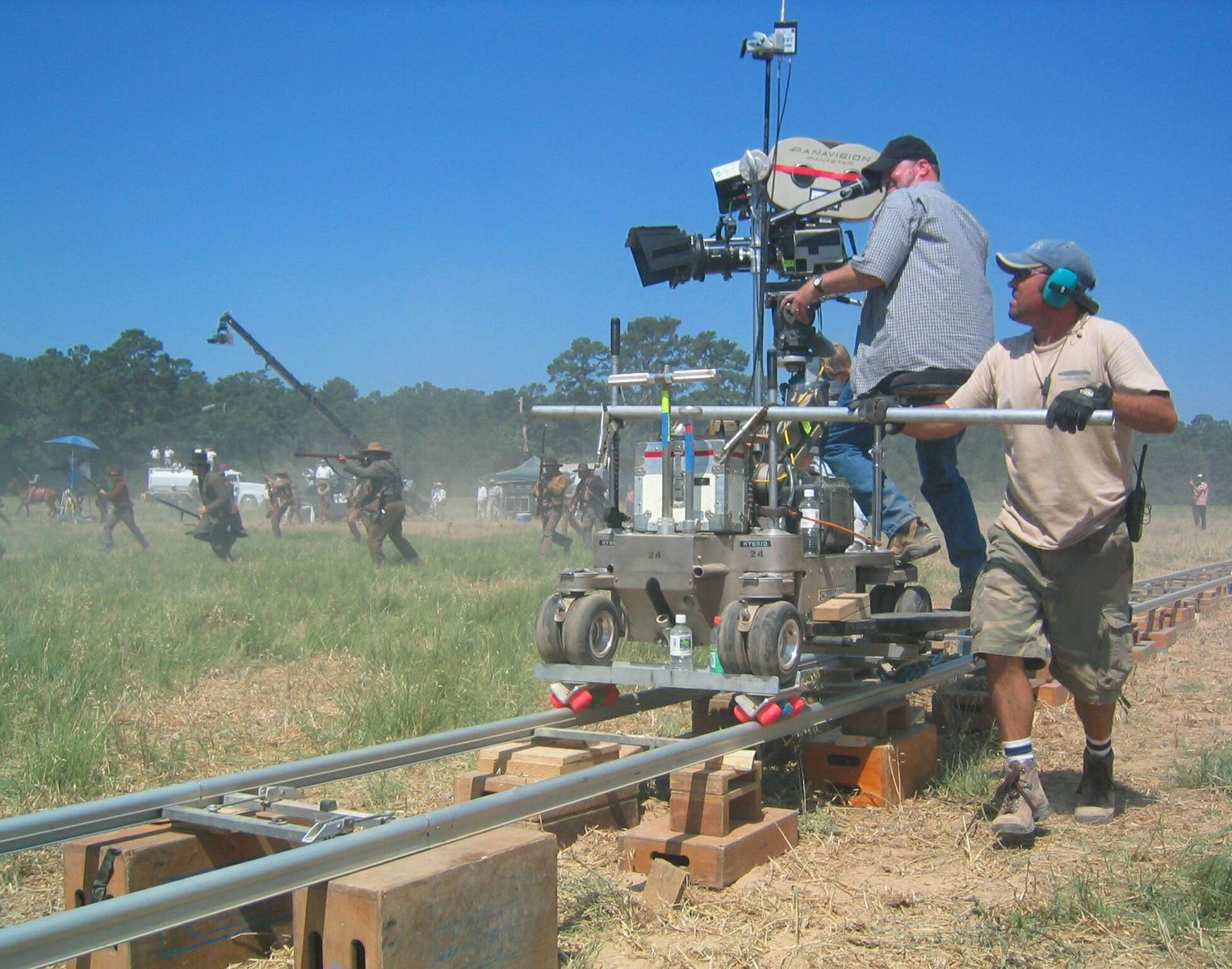
Tournage du film Alamo (2004).

On installe la caméra et le ou les opérateurs sur un chariot que poussent les machinistes soit sur rails tubulaires nivelés par des cales sur un terrain accidenté, soit sur des pneumatiques haute pression sur terrain plat ou aplani par des plaques de contreplaqué. Le chariot peut porter une colonne centrale entourée de bras réglables et repliables (Spyder) qui accepte l'opérateur assis, permettant des ajustements verticaux. Un pied à roulettes (pied boule) sur le sol lisse d'un studio permet dans une certaine mesure le déplacement pendant l'enregistrement.

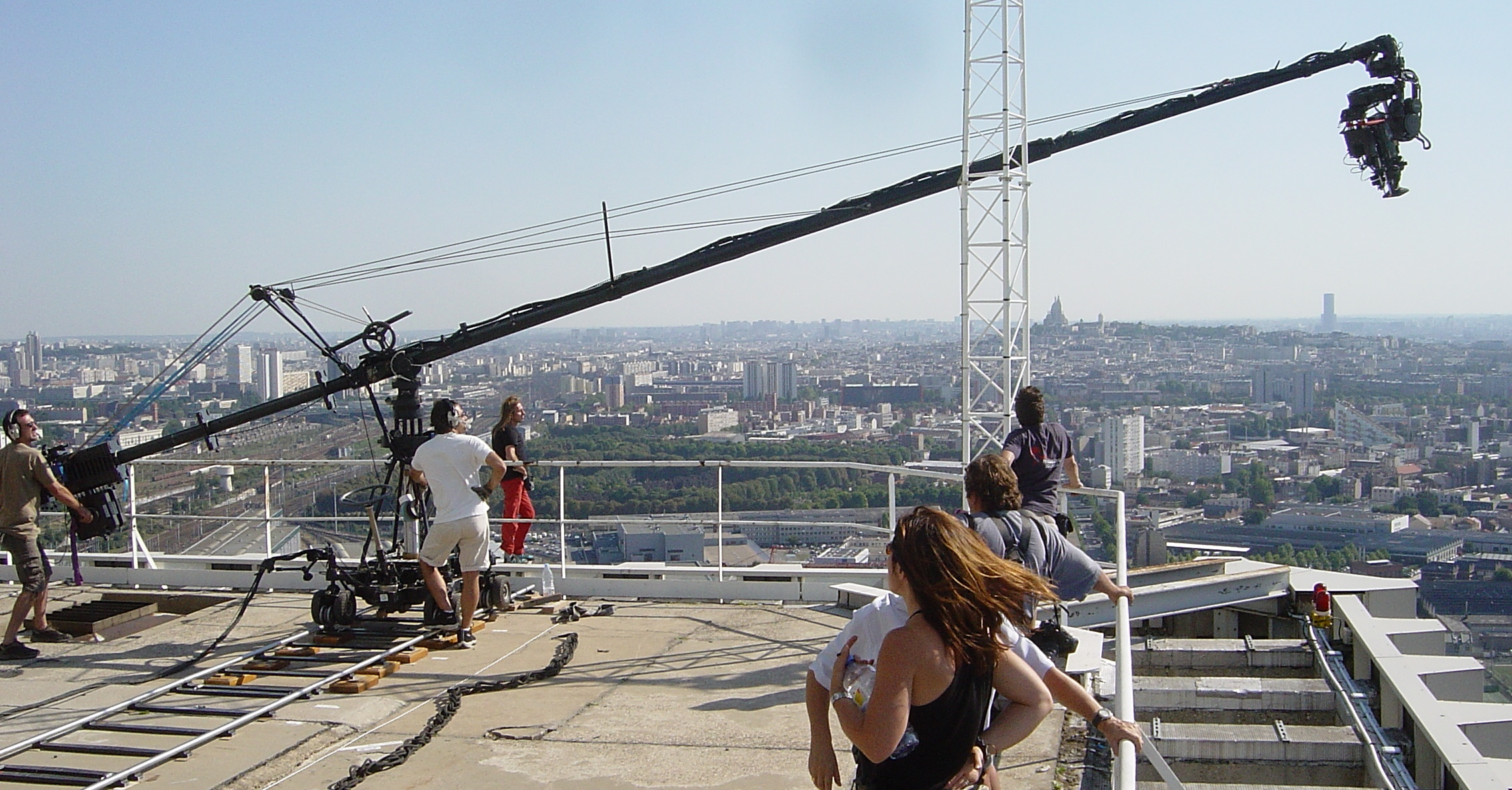
Une Louma en action sur un toit d'immeuble.

Le dispositif peut être très élaboré : la colonne ou le bras qui porte la caméra est alors mobile, la caméra peut effectuer une courte montée ou une descente qui permettent des recadrages dynamiques; ce type de chariot de travelling s'appelle une dolly). Plus compliqué, plus onéreux et long à mettre en place, les travellings combinés avec des mouvements de grue, exécutés sur de gros chariots équipés d'un système de parallélogramme à contrepoids qui permet éventuellement à l'opérateur et son assistant d'être assis aux commandes de la caméra, nécessitent une équipe de machinistes renforcée.

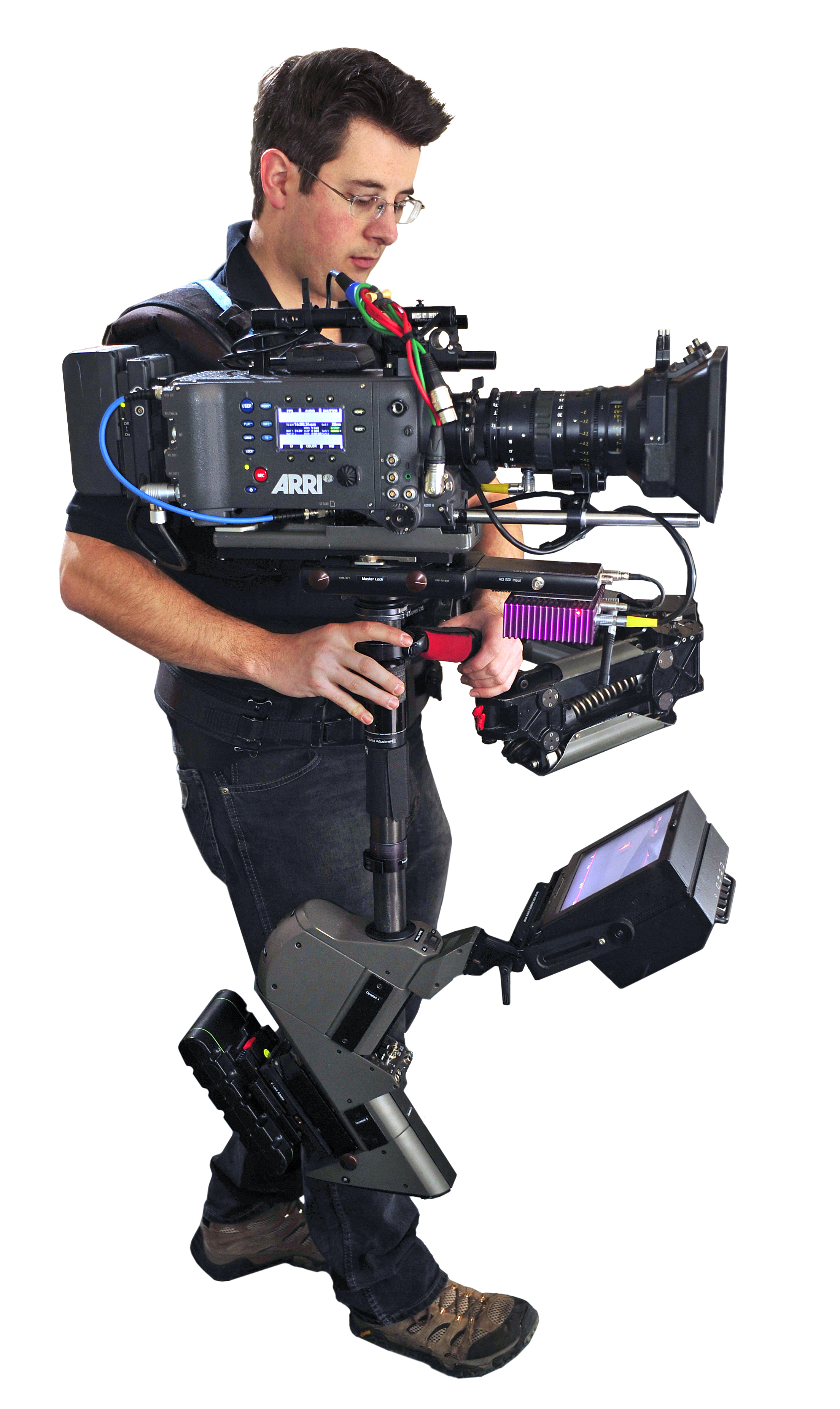
John Fry portant une Arri Alexa au steadicam.

Le travelling peut être obtenu simplement par le déplacement de l'opérateur qui porte la caméra sur l'une de ses épaules (caméra à l'épaule) ou devant lui par un double guidon.
La visée vidéo et la télécommande de la caméra a permis le remplacement du port à l'épaule par le steadicam, un système qui absorbe par un jeu équilibré de ressorts les chocs provoqués par la marche de l'opérateur. Les chariots à grue n'embarquent plus comme autrefois l'opérateur, l'assistant et parfois le réalisateur. Ils contrôlent depuis le sol les mouvements de grue, de panoramique, la mise au point, sur des écrans de contrôle. Des systèmes à l'emploi complexe qui déplacent la caméra par des câbles permettent des vues spectaculaires avec des travellings en vue plongeante.

### Combinaisons
Un travelling peut s'associer à d'autres mouvements de caméra, comme le panoramique, ou le mouvement de grue (élévation ou abaissement de la caméra au sein du décor). Les mouvements sont dits « combinés », quand ils travaillent dans le même sens, « compensés » quand l'un travaille en sens contraire de l'autre, en compensant légèrement son effet, ou « contrariés », quand l'un transforme l'autre en son exact contraire.
- Exemple 1 : un travelling avant latéral le long du déplacement d'un personnage peut être « combiné » avec un panoramique découvrant le lieu où se rend ce personnage.
- Exemple 2 : le même travelling avant latéral peut dépasser le personnage (qui rencontre des difficultés sur le terrain), puis le personnage rattrape la caméra et la dépasse, ainsi de suite ; à chaque fois, la caméra « compense » ces mouvements contradictoires par des panoramiques qui sont autant de recadrages.
- Exemple 3 : ce même travelling avant latéral plus rapide que le sujet amène la caméra à se retourner complètement dans un panoramique dit « contrarié » qui inverse le sens de son déplacement par rapport au travelling avant (objectif de la caméra orienté dans le sens de la marche du personnage) qu'elle transforme en travelling arrière (objectif de la caméra orienté dans le sens contraire à la marche du personnage).

Le travelling optique est parfois confondu avec le travelling mécanique. Mais son effet est totalement différent. Pour simplifier, un zoom est un objectif à focale variable, c'est-à-dire que le mouvement apparent de rapprochement ou d'éloignement est obtenu par le grossissement plus ou moins important d'une image virtuelle avec une loupe. Le travelling mécanique fait varier les perspectives au cours de son mouvement à l'intérieur du décor, le zoom rend un effet plat de coulissement optique sans modification des perspectives. En revanche, le zoom permet un effet très dynamique de rapprochement brutal : le zoom « coup de poing ».
Le travelling optique et le travelling mécanique sont souvent associés. Quand ils travaillent en sens contraire, ils sont dits « travelling contrarié » ou « zoom contrarié », ou parfois en jargon venu d'un dépôt de brevet pour un asservissement mécanique du déplacement du chariot de travelling avec la commande de zoom : « Transtrave ». Les effets obtenus sont intéressants et différents selon la combinaison. Un zoom avant contrarié par un travelling mécanique arrière exécuté à la même vitesse donne un cadrage qui semble être le même du début à la fin du plan, mais toutes les perspectives se déforment au cours du mouvement, le fond semble absorbé par ce qui se situe en premiers plans. Inversement, le zoom arrière contrarié par un travelling mécanique avant donne l'impression d'un éloignement progressif et inéluctable du fond. Ces deux effets spéciaux procurent au spectateur une sensation bizarre d'élasticité de l'espace filmé, qui traduit souvent un certain malaise du personnage à l'écran.

## «Le travelling est une affaire de morale»
Luc Moullet avait écrit dans un article des Cahiers du cinéma « la morale est affaire de travellings ». Jean-Luc Godard l'inverse, disant « un travelling est une affaire de morale ». Jacques Rivette les cite pour condamner énergiquement le réalisateur Gillo Pontecorvo pour le « travelling de Kapò » à son avis hors de propos, s'agissant d'un sujet qui exclut toute intervention esthétisante. Dans cette déclaration, « travelling » représente tous les mouvements de caméra.